# Национальная гвардия округа Колумбия
Национальная гвардия армии округа Колумбия — армейский компонент Национальной гвардии округа Колумбия. Поскольку округ Колумбия является федеральным округом, а не штатом, гвардия находится в ведении президента Соединённых Штатов, в отличие от большинства других подразделений Национальной гвардии, которые возглавляет губернатор своего штата.
Национальная гвардия армии округа Колумбия была сформирована в 1802 году президентом Томасом Джефферсоном для защиты недавно созданного округа Колумбия.
Подразделения Национальной гвардии армии Округа Колумбия обучаются и экипируются как часть армии Соединённых Штатов. Используются те же звания и знаки отличия, и национальные гвардейцы имеют право на получение всех военных наград Соединённых Штатов.
Мэр округа Колумбия может запросить помощь со стороны Национальной гвардии для местных целей после консультации с президентом.